# St. Margareth in Obervöls

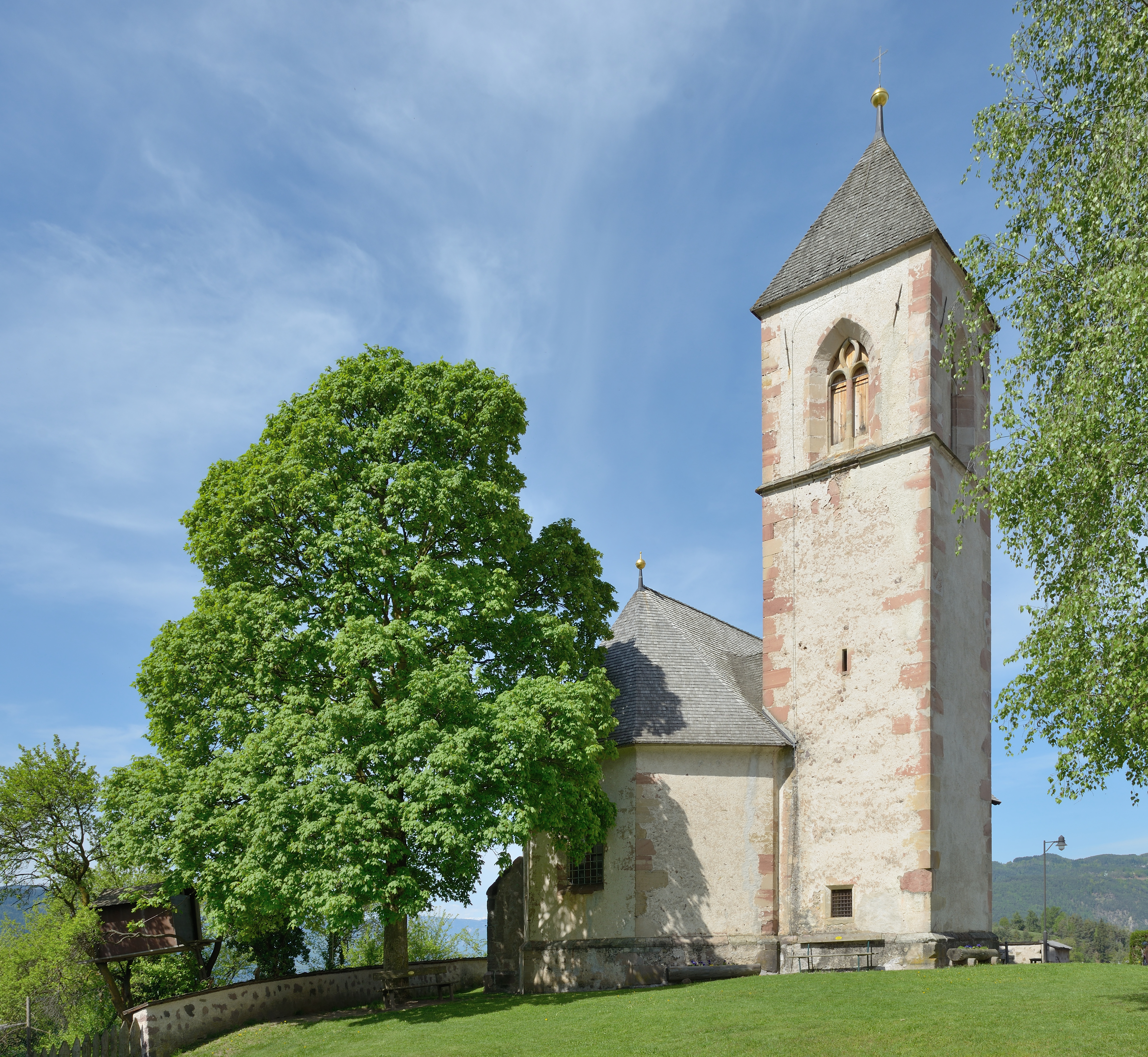
St. Margareth in Obervöls

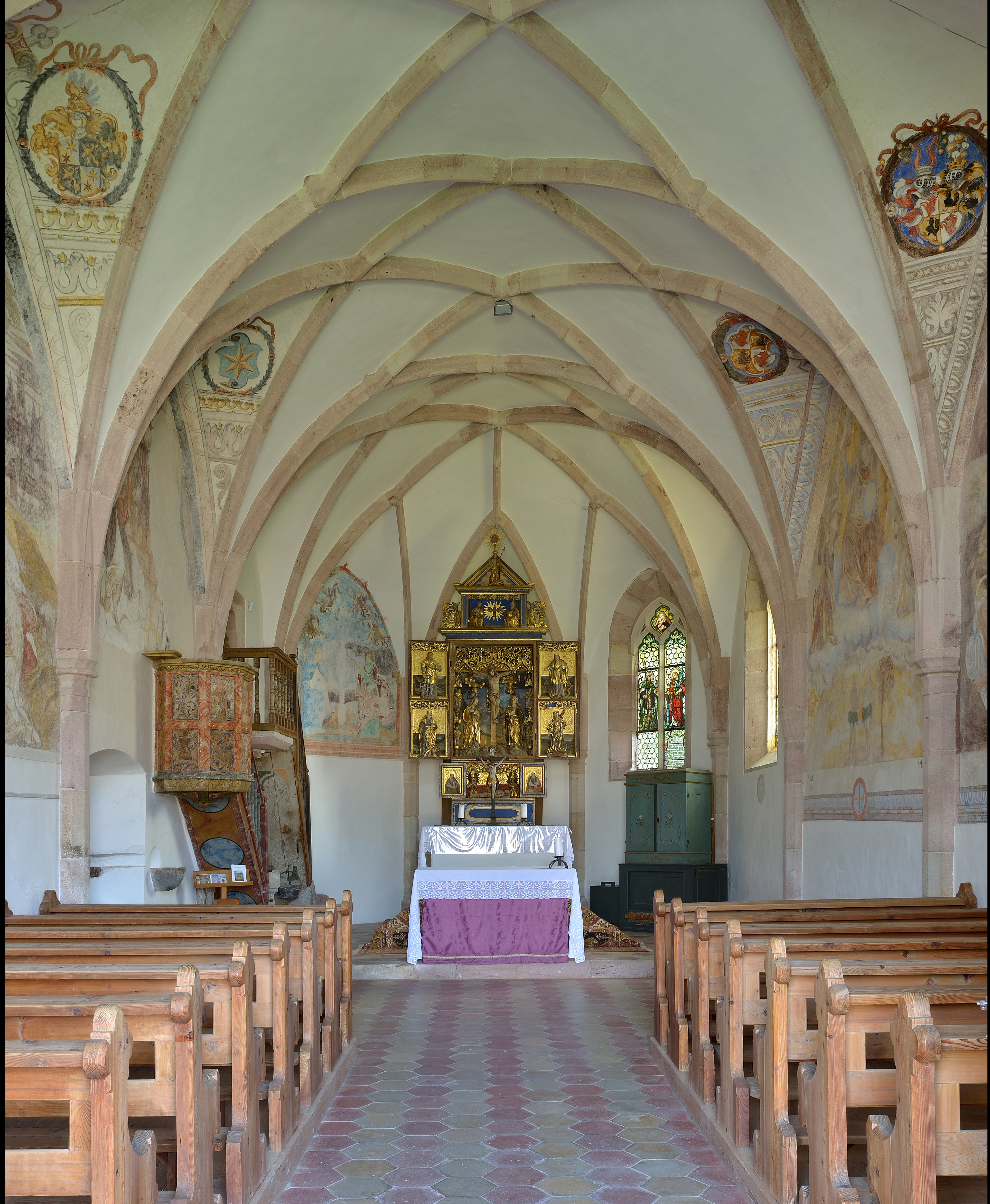
Innenraum

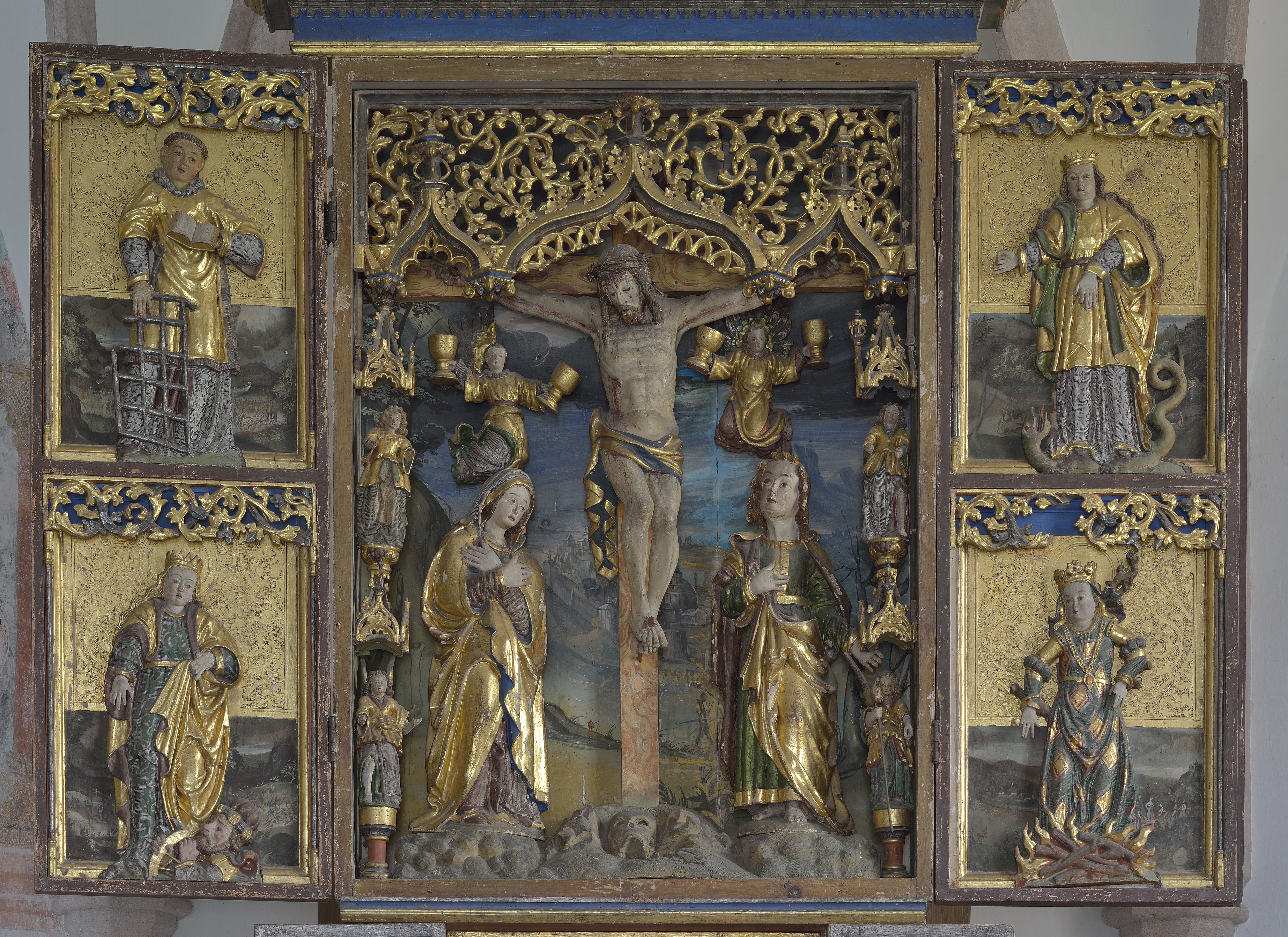
Flügelaltar (Schrein und Flügel)

Die katholische Filialkirche St. Margarethe in Obervöls am Fuße des Schlerns, einer Fraktion der Gemeinde Völs am Schlern, ist ein spätgotisches Baudenkmal.

## Geschichte
Bereits 1397 wird die Kirche St. Margareth in Obervöls unter dem Patrozinium des heiligen Laurentius urkundlich erwähnt.
Ein Heiligtum auf diesem Porphyrfelsen wird allerdings schon wesentlich früher vermutet. Um 1500 wurde auf den Grundmauern des romanischen Vorgängerbaues eine gotische Kirche erbaut und 1502 durch den Brixener Weihbischof Konrad auf die Heiligen Margareth und Laurentius geweiht.
Um 1600 veranlasste Ferdinand von Khuepach, dass die Balkendecke durch ein Netzgewölbe ersetzt und der Turm errichtet wurde. Im Rahmen der großen Innenrenovierung von 1974 bis 1979 wurden zahlreiche Wand- und Deckenmalereien aus der Renaissance um 1600 freigelegt und konserviert.

## Ausstattung
Neben den Renaissancemalereien ist der Hauptanziehungspunkt in der Kirche der spätgotische Flügelaltar mit frühbarockem Aufsatz in Form eines Altarauszugs. Der Mittelschrein zeigt eine Kreuzigungsgruppe mit Maria und Johannes, seitlich sind zwei Engel, die das Blut Christi in vier Kelchen auffangen, und vier Engel mit den Leidenswerkzeugen. Die Seitenflügel weisen Halbreliefbilder auf, links die Heiligen Laurentius und Katharina, sowie rechts die Heiligen Margareth und Afra. Im Aufsatz ist zentral die Heilige Dreifaltigkeit mit zwei seitlichen Delfinen und im Giebel darüber der Auferstandene.
Die Wand- und Deckenmalereien zeigen Tod Mariens, Beweinung Christi, Mariä Verkündigung, Kreuzigung Christi, Gottvater mit Hl. Geist, Adam und Eva, Ölbergszene und Jüngstes Gericht.
Die Kanzel aus der Renaissance (um 1525) weist Flachreliefs mit den Darstellungen der Heiligen Margareth und Laurentius auf, die Peter Dosser zugeschrieben werden.